# Uloborus guangxiensis
Uloborus guangxiensis es una especie de araña araneomorfa del género Uloborus, familia Uloboridae. Fue descrita científicamente por Zhu, Sha & Chen en 1989.
Habita en China.